# Resilienz (Zahnmedizin)

D Gingiva propria
E Epitheliale Schleimhaut (Mukosa)
I,J,K Wurzelhaut (Sharpeysche Fasern)

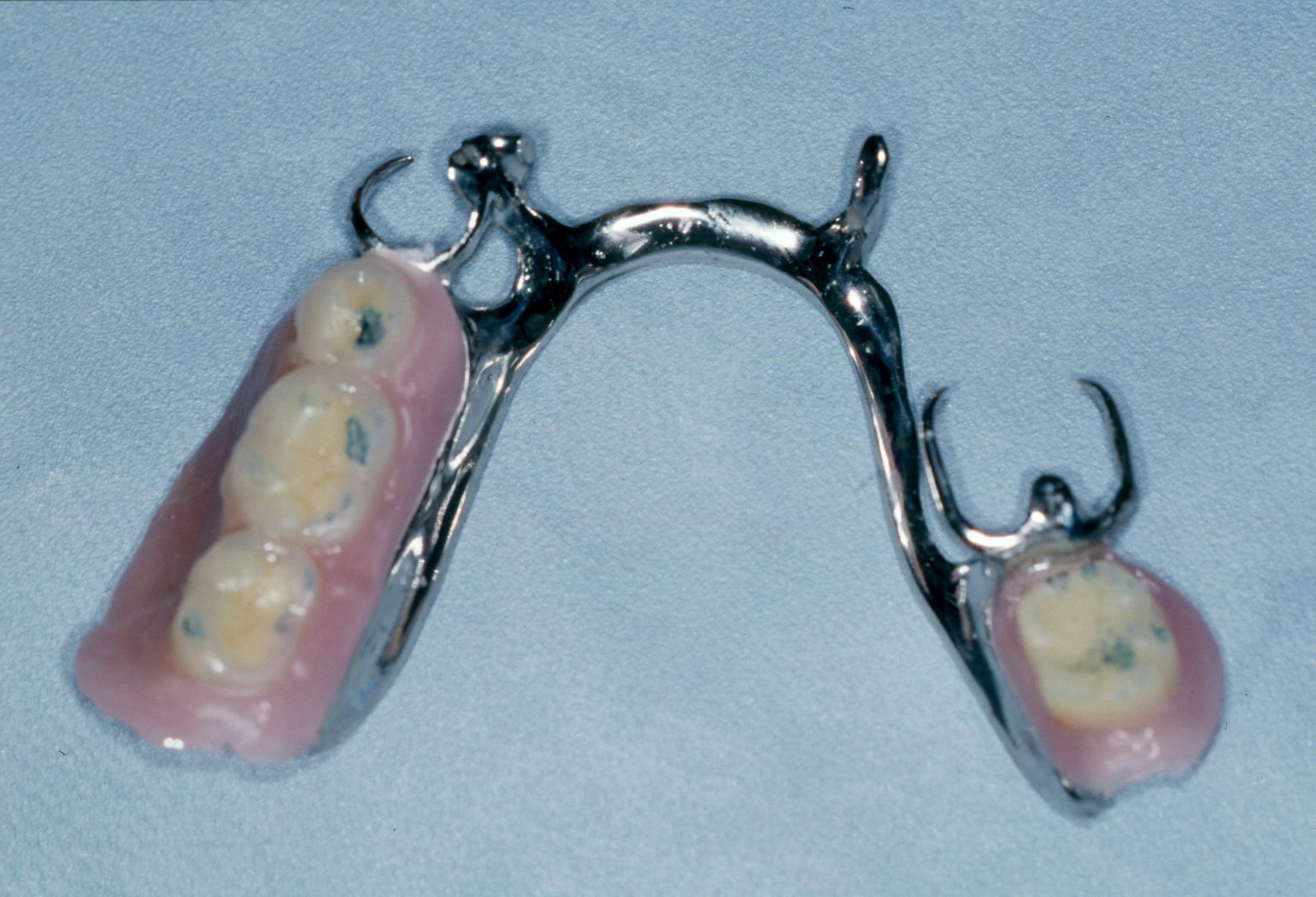
Partielle Unterkiefer-Modellgussprothese zum Ersatz der Zähne 37, 36, 35 und 47.

Unter Resilienz (von lateinisch resilire: zurückspringen, abprallen, nicht anhaften) versteht man in der Zahnmedizin die Nachgiebigkeit der Mundschleimhaut bei Belastung. Je nach Beschaffenheit und Dicke weist die Mundschleimhaut unterschiedliche Resilienzen auf. In der Drüsen- und Fettgewebszone im Oberkiefer können lokal bis zu 3 mm Resilienz beobachtet werden, in der median fibrösen Zone des Gaumens, dem Torus palatinus, dagegen nur Bruchteile von Millimetern. Zu den Erforschern der Resilienz gehörte etwa der türkische und auch in Deutschland ausgebildete Zahnmediziner Lem'i Belger.

## Statische Resilienz
Bei anhaltender Belastung über mehrere Sekunden beträgt die statische Resilienz etwa 0,3 mm, bei einer Fläche von 6 cm² und einer einwirkenden Kraft von 50 Newton.

## Dynamische Resilienz
Bei wechselnder Belastung und Entlastung während des Kauakts beträgt die dynamische Resilienz etwa 0,1 mm bei gleicher Kraft und Fläche, jedoch geringerer Zeitdauer der Belastung.

## Klinische Bedeutung
Ein Zahn ist in seiner Alveole (Zahnfach) an den Sharpey-Fasern aufgehängt, die eine geringe Eindrückbarkeit des Zahnes zulassen. Diese ist etwa 10 mal kleiner, als die der Mundschleimhaut. Dieser Resilienzunterschied führt bei einer Teilprothese, die sowohl an den Zähnen als auch auf der Schleimhaut abgestützt ist, zu einer Kippbelastung an den tragenden Zähnen. Je länger der auf der Schleimhaut aufliegende Prothesensattel ist, desto größer ist auf Grund des längeren Hebels  die Kippbelastung.

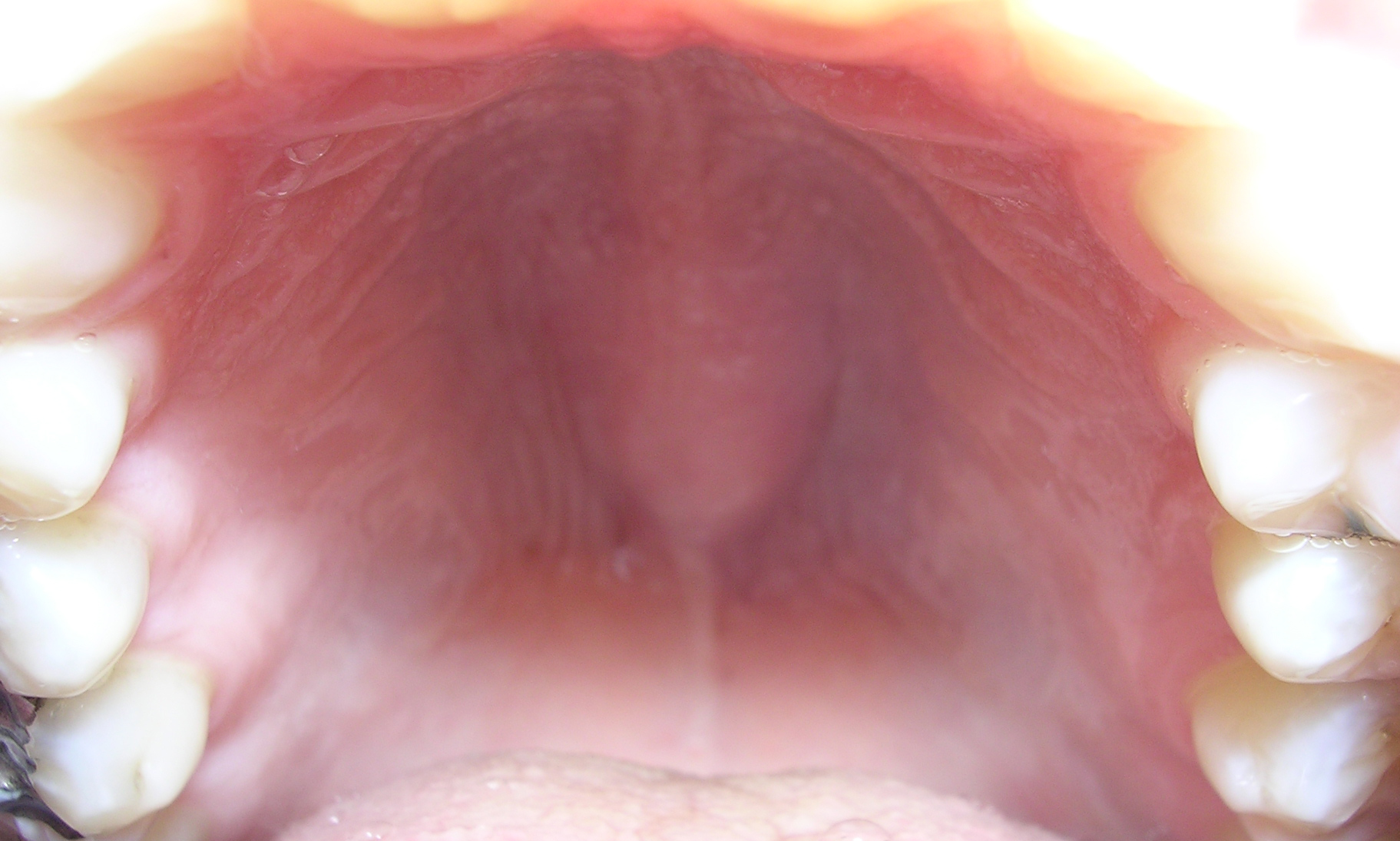
Oberkiefer: Torus palatinus in der Mitte des Gaumens

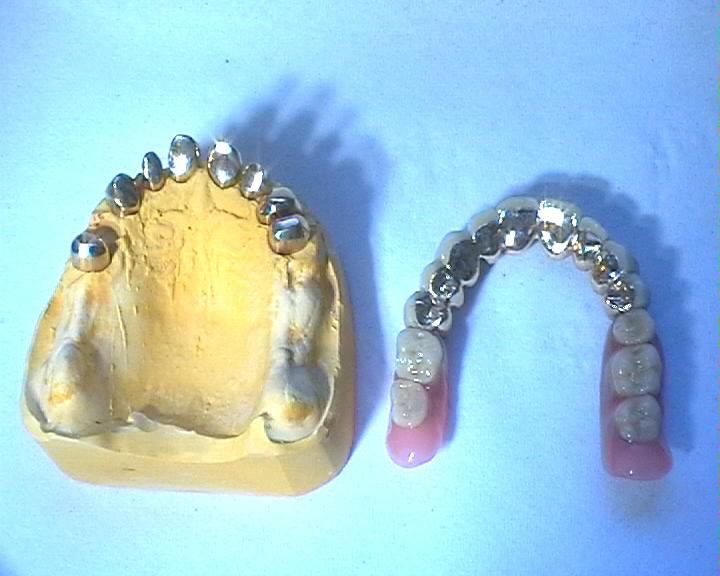
Innenteleskopkronen auf einem Gipsmodell, rechts daneben die zugehörige Teleskopprothese mit Außenteleskopkronen, die über die Innenteleskope drüber gestülpt wird.

Der Torus palatinus, eine Exostose (knöcherner Wulst) in der Mitte des sogenannten harten Gaumens, kann den Halt einer Totalprothese im Oberkiefer erschweren, da die umliegende Schleimhaut nachgiebig ist, der Torus palatinus jedoch nicht. Daher kann die Prothese über den Torus nach rechts und links schaukeln. Dem kann dadurch abgeholfen werden, dass der Torus „entlastet“ wird. Hierzu wird bei der Herstellung der Prothese eine Zinnfolie von etwa 1 bis 2 mm Stärke als Platzhalter auf dem Gipsmodell über den Bereich des Torus gelegt, wodurch der Torus bei der fertiggestellten Prothese hohl gelegt sein wird. Bei Ausübung des Kaudrucks gibt dann zunächst die umliegende Schleimhaut nach, bevor die Prothese mit dem Torus in Kontakt tritt.
Ein Cover Denture (Deckprothese) entspricht einer Totalprothese, bei der noch einige wenige Restzähne im Gebiss vorhanden sind, die mit Teleskopkronen (oder Wurzelkappen) versehen sind. Hierbei handelt es sich um Doppelkronen, deren Primärkrone fest auf den Zahn zementiert sind, während die Sekundärkrone in die Prothese eingearbeitet sind. Eine Sonderform der Teleskopkrone ist das Resilienzteleskop. Für eine Deckprothese haben Doppelkronen einen eingearbeiteten Resilienzspielraum. Die parallelwandigen Anteile der Kronen sorgen für eine definierte Ausrichtung der Prothese, jedoch werden die Zähne erst dann axial (in Wurzelrichtung) belastet, wenn die Kiefer- und Mundschleimhaut durch den Druck der Prothese maximal nachgegeben hat.

## Zahntechnische Bedeutung
Implantate weisen gegenüber natürlichen Zähnen keinerlei Resilienz auf, sie sind starr mit dem Knochen verbunden und es fehlt ihnen jegliche sensible Affinität. Kaukräfte wirken ungepuffert auf die Suprastruktur ein. Die höchsten Bruchraten von Keramik auf Implantaten sind die Folge. Um dies zu reduzieren, wurden Hybridmaterialien entwickelt, die die Vorteile der beiden Materialklassen Keramik und Kunststoff zu einem neuen Werkstoff miteinander kombinieren, um so die jeweiligen Nachteile aufzuheben und die Resilienz dem natürlichen Zahn nachzubilden.